# Stichting Kunstwerken Leo Glans
De Stichting Kunstwerken Leo Glans beheert de olieverfschilderijen, aquarellen en tekeningen van de Surinaamse kunstschilder Leo Glans, en tracht diens naamsbekendheid te bevorderen. De stichting is testamentair in het leven geroepen door Leo Glans en zijn vrouw Anna Glans-Voorhoeve, en is voornemens eens in de twee jaar een financiële prijs uit te reiken aan een talentvolle jonge Surinaamse kunstenaar. In het comité van aanbeveling zitten onder andere:
- Gerda Havertong, actrice
- Denise Jannah, zangeres en zangpedagoge
- Jörgen Raymann, cabaretier en presentator
- Frank Rijkaard, trainer ex-voetballer.
- Erwin de Vries, beeldhouwer en kunstschilder (†2018)